# Straßensystem in Bosnien und Herzegowina
Das Straßensystem in Bosnien und Herzegewina besteht aus den Autobahnen (Autoputevi/Autoceste), den Schnellstraßen oder Kraftfahrstraßen (Brze ceste), den Magistralstraßen (Magistralna cesta), den Regionalstraßen (Regionalne ceste) und den Nebenstraßen (Lokalne ceste).

## Übersicht
Die Autobahnen sind in der Regel mautpflichtig. Die Magistralstraßen, Schnellstraßen, Regionalstraßen und die Nebenstraßen sind in der Regel nicht mautpflichtig.

### Autobahnen (Autoput)

Schild der A1 in Bosnien und Herzegowina

Derzeit sind bis auf die A1 nur die Autobahnen und autobahnähnlichen Straßen (Schnellstraßen) in der Föderation Bosnien und Herzegowina, eine der zwei Entitäten von Bosnien und Herzegowina, durchgehend nummeriert.
In der Republika Srpska, der anderen Entität von Bosnien und Herzegowina, werden die Autobahnen dagegen einfach mit ihrem Anfangs- und Endpunkt benannt. Zusätzlich wird die Europastraßennummer als Nummerierung beschildert. Unklar ist, ob die A1 in der Republika Srpska als solche beschildert werden wird oder ob auch dort nur die Europastraßennummer verwendet werden wird.
Aufgrund politischer Differenzen zwischen den zwei Entitäten ist eine einheitliche und konsistente Nummernvergabe bzw. Benennung derzeit nicht absehbar.

### Magistralstraßen (Magistralna cesta)

Schild der M1 in Bosnien und Herzegowina

Die Magistralstraßen in Bosnien und Herzegowina werden mit dem Buchstaben M (für kroatisch/bosnisch Magistralna cesta bzw. serbisch Магистрални пут/Magistralni put) gefolgt von einem Trennstrich und einer Zahl nummeriert.
Die Magistralstraßen sind größtenteils nicht autobahnähnlich ausgebaut.

### Schnellstraßen (Brze ceste)

Schild der B1 in Bosnien und Herzegowina

Die Schnellstraßen in Bosnien und Herzegowina sind autobahnähnliche ausgebaute Straßen, die das Autobahnnetz ergänzen. Insgesamt gibt es vier Schnellstraßen in Bosnien und Herzegowina.

Regionalstraßen (Regionalne ceste)
Regionalstraßen in Bosnien und Herzegowina sind wichtige Straßen, die Städte und Gemeinden innerhalb der Region verbinden.